# SNK Main Event Hardware
SNK Main Event Hardware es una Placa de arcade creada por SNK destinado a los salones arcade.

## Descripción
El SNK Marvin's Maze Hardware fue lanzado por SNK en 1984.
El sistema tenía un procesador Z80, operando a una frecuencia de 3.36 MHz. Para el audio, estaba un Z80 con una velocidad de 4 MHz, y los chips de sonido son  2x AY8910 a una velocidad de 2 MHz, y un Namco Custom corriendo a 24 kHz.
En esta placa funcionaron 2 títulos creados por SNK: Canvas Croquis y Main Event.

## Especificaciones técnicas

### Procesador
- Z80 trabajando a 3,36 MHz

### Audio
- Z80 trabajando a 4 MHz
- Chip de sonido :
  - 2x AY8910 a una velocidad de 2 MHz
  - Namco custom corriendo a  24 kHz

## Lista de videojuegos
- Canvas Croquis
- Main Event